# Matthew Glave
Matthew Glave (Saginaw, 19 agosto 1963) è un attore statunitense.

## Filmografia parziale

### Cinema
- Killer Machine (Ghost in the Machine), regia di Rachel Talalay (1993)
- Una bionda sotto scorta (Chasers), regia di Dennis Hopper (1994)
- Baby Birba - Un giorno in libertà (Baby's Day Out), regia di Patrick Read Johnson (1994)
- Plump Fiction, regia di Bob Koherr (1997)
- Prima o poi me lo sposo (The Wedding Singer), regia di Frank Coraci (1998)
- Rock Star, regia di Stephen Herek (2001)
- Corky Romano - Agente di seconda mano (Corky Romano), regia di Rob Pritts (2001)
- Visioneers, regia di Jared Drake (2008)
- Agente Smart - Casino totale (Get Smart), regia di Peter Segal (2008)
- House Broken - Una casa sottosopra (House Broken), regia di Sam Harper (2009)
- Argo, regia di Ben Affleck (2012)
- Jimmy Vestvood - Benvenuti in Amerika (Jimmy Vestvood: Amerikan Hero), regia di Jonathan Kesselman (2014)
- The Thinning, regia di Michael J. Gallagher (2016)
- First Man - Il primo uomo (First Man), regia di Damien Chazelle (2018)
- The Thinning: New World Order, regia di Michael J. Gallagher (2018)
- Tornare a vincere (The Way Back), regia di Gavin O'Connor (2020)
- Il sommelier (Uncorked), regia di Prentice Penny (2020)
- Safety - Sempre al tuo fianco (Safety), regia di Reginald Hudlin (2020)
- Credo a Babbo Natale (I Believe in Santa), regia di Alex Ranarivelo (2022)
- George Foreman - Cuore da leone (Big George Foreman), regia di George Tillman Jr. (2023)

### Televisione
- Vite calpestate (For Their Own Good) - film TV (1993)
- La famiglia Brock (Picket Fences) - serie TV, 7 episodi (1995-1996)
- True Women - Oltre i confini del west (True Women) - miniserie TV (1997)
- Ripensando a quella notte (Legalese) - film TV (1998)
- E.R. - Medici in prima linea (ER) - serie TV, 15 episodi (1996-2002)
- X-Files (The X-Files) - serie TV, episodio 9x19 (2002)
- Amore e patatine (Life on a Stick) - serie TV, 13 episodi (2005)
- Stargate SG-1 - serie TV, 6 episodi (2006)
- Cold Case - Delitti irrisolti (Cold Case) - serie TV, episodio 4x07 (2006)
- Army Wives - Conflitti del cuore (Army Wives) - serie TV, 16 episodi (2008-2009)
- Nip/Tuck - serie TV, 2 episodi (2009)
- The Closer - serie TV, episodio 6x10 (2010)
- Desperate Housewives - serie TV, 2 episodi (2011)
- The Glades - serie TV, episodio 2x11 (2011)
- Criminal Minds - serie TV, episodio 6x14 (2011)
- Zack & Cody - Il film (The Suite Life Movie) - film TV (2011)
- Growing Up Fisher - serie TV, 6 episodi (2014)
- Mad Men - serie TV, episodio 7x06 (2014)
- Girlfriends' Guide to Divorce - serie TV, 16 episodi (2015-2017)
- Angie Tribeca - serie TV, 12 episodi (2016-2018)
- NCIS - Unità anticrimine (NCIS) – serie TV, episodio 16x14 (2019)
- Ribelle (Rebel) - serie TV, 5 episodi (2021)
- The Rookie - serie TV, 6 episodi (2019-2022)
- Better Things - serie TV, 11 episodi (2016-2022)

## Vita privata
È il marito dell'attrice Anita Barone.

## Doppiatori italiani
Nelle versioni in italiano delle opere in cui ha recitato, Matthew Glave è stato doppiato da:
- Stefano Mondini in Cold Case - Delitti irrisolti, NCIS - Unità anticrimine
- Davide Marzi in CSI - Scena del crimine, Feud
- Francesco Prando in The Glades, Desperate Housewives
- Marco Mete in Criminal Minds, Mad Men
- Luca Biagini in X-Files
- Andrea Ward in The Shield
- Donato Sbodio in Nip/Tuck
- Antonio Sanna in The Closer
- Roberto Certomà in Medium
- Massimo Rossi in CSI: Miami
- Paolo Marchese in Revenge
- Fabrizio Russotto in Hawaii Five-0
- Sergio Lucchetti in Agents of S.H.I.E.L.D.
- Giorgio Locuratolo in Jimmy Vestvood - Benvenuti in Amerika
- Teo Bellia in Better Things
- Gianni Gaude in The Rookie
- Gianni Giuliano in Safety - Sempre al tuo fianco
- Franco Mannella in George Foreman - Cuore da leone[1]